# Котормань
Котормань, Котормані (рум. Cotormani) — село у повіті Харгіта в Румунії. Входить до складу комуни Чуксинджорджу.
Село розташоване на відстані 208 км на північ від Бухареста, 10 км на південний схід від М'єркуря-Чука, 75 км на північ від Брашова.

## Населення
За даними перепису населення 2002 року у селі проживали 65 осіб, усі — угорці. Усі жителі села рідною мовою назвали угорську.